# Hollandse nieuwe

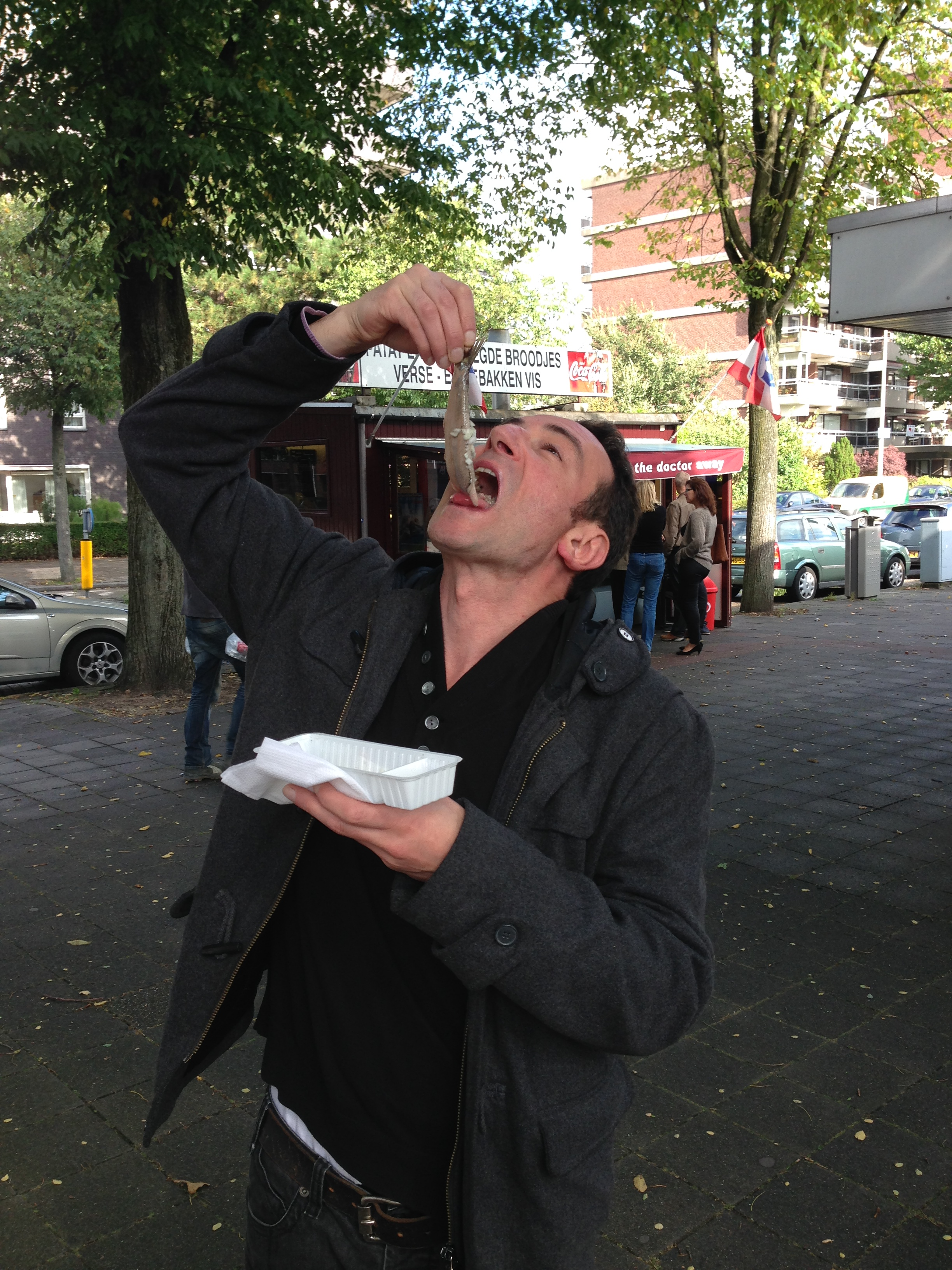
Hollandse nieuwe mangiate all'"olandese"

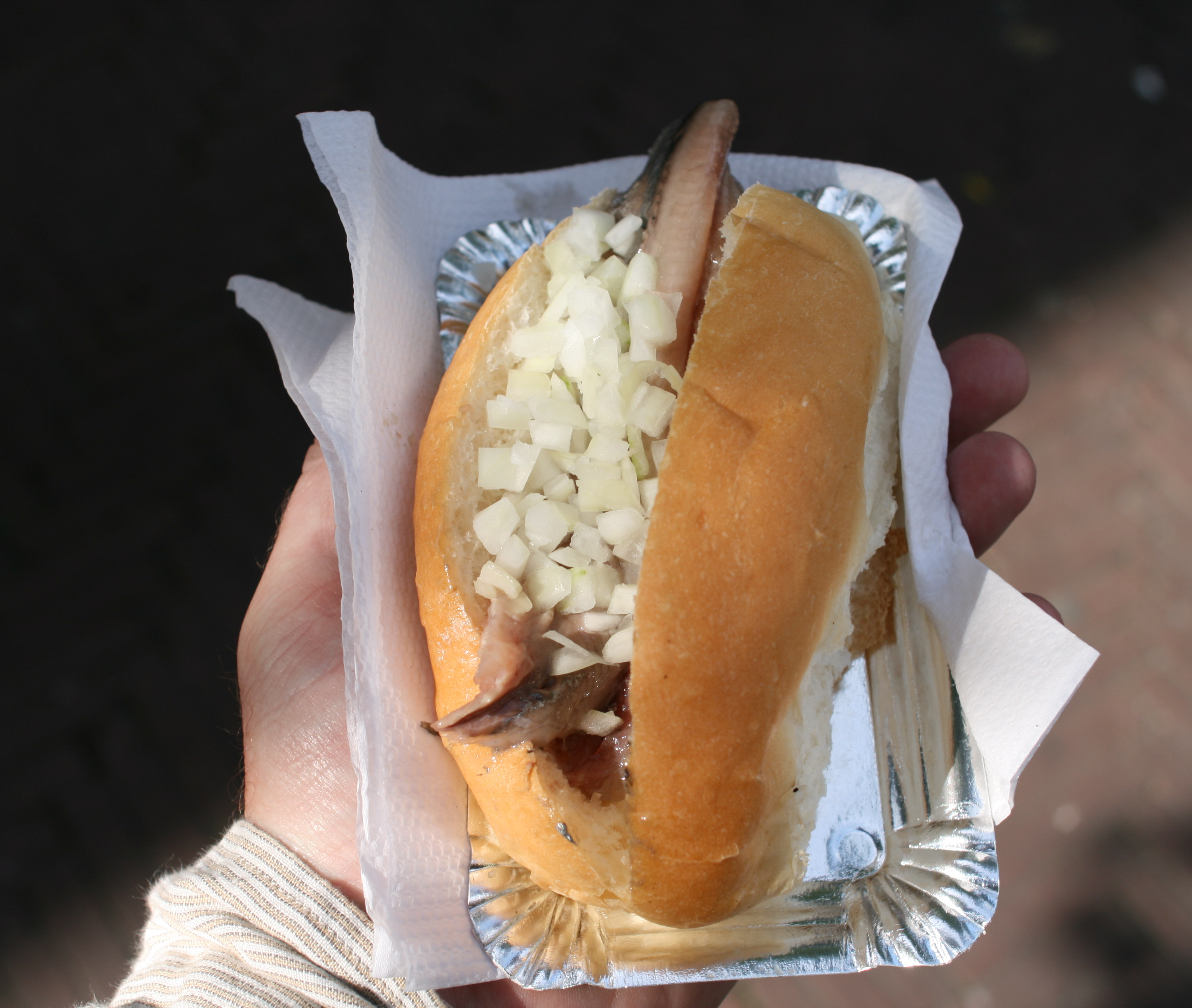
Un Panino imbottito alle Hollandse nieuwe

Nei Paesi Bassi, le Hollandse nieuwe (letteralmente: nuove olandesi) sono le prime aringhe della stagione ad essere pronte per il consumo. Vengono mangiate  in salamoia tenute con due dita dalla coda oppure, con l'aggiunta di cipolle come imbottitura di un panino (broodje). 
Le preparazione delle Hollandse nieuwe è stata riconosciuta dall'Unione europea come specialità tradizionale garantita (SGT).

## Preparazione

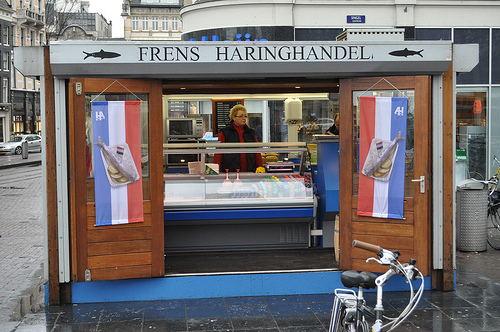
Chiosco di aringhe a Koningsplein Amsterdam

Attraverso un taglio nella gola effettuato con l'aiuto di uno speciale coltello, vengono eliminate le branchie e parte delle interiora, lasciando solo il fegato e il pancreas, organi che rilasceranno degli enzimi essenziali per la maturazione. Le aringhe così pulite vengono messe in salamoia dentro barili di quercia per almeno 5 giorni.

## Specifiche
Per essere definite Hollandse nieuwe, le aringhe devono avere le seguenti caratteristiche:
- la proporzione di grasso deve essere compresa tra il 16 e il 26% (le aringhe devono essere pescate tra la metà di maggio e la fine di giugno; prima risultano essere troppo magre, dopo risultano essere troppo grasse);
- devono essere surgelate per un minimo di 24 ore (imposizione di legge al fine di eliminare i parassiti quali l'anisakis);
- devono essere eliminati le branchie e le viscere (eccezione fatta per il fegato e il pancreas);
- devono essere maturate in salamoia;
- la spina dorsale deve essere rimossa mantenendone solo una piccola parte e la coda;
- la temperatura di vendita non deve superare i 7 °C.

### Lemaatjesharing
Le aringhe in salamoia possono essere prodotte durante tutto l'anno, anche partendo da aringhe pescate tra il 1º maggio e il 31 agosto, anche con materia prima surgelata anziché fresca. In questo caso non possono essere però vendute come Hollandse nieuwe, ma come generiche maatjesharing.
Il disciplinare dell'SGT, pur facendo la distinzione tra Hollandse Nieuwe e Hollandse maatjesharing, include anche le seconde.
Un tipo molto simile di aringhe (in tedesco, Matjes) viene prodotto anche in Germania. Per permettere la distinzione tra quelle tedesche e quelle olandesi, i Paesi Bassi ne hanno richiesto la registrazione del nome anche in tedesco. Il disciplinare ha recepito questa richiesta riportando anche il nome in tedesco Holländischer Matjes.

## Vlaggetjesdag
Secondo un'antica tradizione, il Vlaggetjesdag (giorno della bandiera) segna l'inizio della prima pesca della stagione nel porto di Scheveningen. Essendo il periodo di conservazione massimo di circa un anno, l'inizio della stagione di pesca significava, nel passato, l'inizio dei nuovi approvvigionamenti.